# مستوي فانو

في الهندسة المنتهية، مستوي فانو هو مستوي إسقاط بقل عدد من النقاط والمستقيمات، 7 لكل منها.